# Verhaeghe Pils
Verhaeghe Pils is een Belgisch bier. Het wordt gebrouwen door Brouwerij Verhaeghe te Vichte.
Verhaeghe Pils is een pils met een alcoholpercentage van 5,1%. Het wort heeft een densiteit van 12° Plato. Voor dit bier worden Noord-Franse pilsmouten gebruikt. Verhaeghe Pils is vooral bestemd voor lokaal gebruik.